# Bushiroad
Bushiroad Inc. (ブシロード Bushirōdo) là một công ty Nhật Bản chuyên sản xuất các trò chơi thẻ sưu tập và thẻ trao đổi, được thành lập vào năm 2007 bởi Kidani Takaaki và có trụ sở tại Tokyo. Bushiroad tạo ra và sở hữu dòng sản phẩm nhượng quyền thương mại Tantei Opera Milky Holmes, và đã phát hành hai visual novel Milky Holmes do Artdink phát triển trên hệ máy PlayStation Portable.
Vào ngày 29 tháng 1 năm 2012, Bushiroad thông báo đã mua lại toàn bộ New Japan Pro-Wrestling, một công ty tổ chức đấu vật chuyên nghiệp lớn, với giá 500 triệu yên Nhật.
Tại Tokyo Game Show 2012, Bushiroad thông báo phát hành Bushimo, một nền tảng chơi game xã hội mới trên điện thoại thông minh, vào mùa đông năm 2012.
Tháng 3 năm 2013, Bushiroad thông báo về sự hồi sinh của dòng sản phẩm nhượng quyền thương mại Neppu Kairiku Bushi Road, khởi đầu bằng một phim anime truyền hình dài 90 phút phát sóng vào ngày 31 tháng 12 năm 2013 như kết quả từ sự hợp tác giữa bản thân công ty, Bandai Visual, Nitroplus và Kinema Citrus.
Bushiroad ra mắt một tạp chí phát hành hàng tháng mới vào tháng 9 năm 2013 có tựa đề Monthly Bushiroad (月刊ブシロード Gekkan Bushirōdo). Nó tập trung đăng tải manga của các trò chơi thẻ bài do họ sản xuất cùng những loại hình sản phẩm nhượng quyền thương mại khác.
Bushiroad tạo ra dòng sản phẩm nhượng quyền thương mại BanG Dream! vào tháng 1 năm 2015, bao gồm một nhóm nhạc, nhiều loạt manga và xê-ri anime truyền hình. Công ty cho ra đời một sản phẩm nhượng quyền khác là Shōjo Kageki Revue Starlight vào năm 2017, gồm một nhóm nhạc và một bộ anime truyền hình.

## Trò chơi và sản phẩm

### Trò chơi thẻ sưu tập
- AlicexCross
- Cardfight!! Vanguard
- ChaosTCG
- Dragoborne -Rise to Supremacy-
- Five Qross
- Future Card Buddyfight
- Jewelpet Trading Card Game
- King of Pro-Wrestling
- Luck & Logic
- Monster Collection
- Victory Spark
- Weekly Shonen Sunday V.S. Weekly Shonen Magazine
- Weiß Schwarz

### Phát hành video game
- Crayon Shin-chan: The Storm Called! Flaming Kasukabe Runner![5][6]
- Chaos Online
- Tantei Opera Milky Holmes
- Click! Kaitou Teikoku
- Bound Monsters
- Ren'ai Replay
- Kindan Shoukan! Summon Monster
- Love Live! School Idol Festival
- KamiKari: Demons x Trigger
- Dragon Strike
- Cardfight!! Online (dự án đã bị hủy)
- BanG Dream! Girls Band Party!

### Sản phẩm mua lại
- Neppu Kairiku Bushi Road
- New Japan Pro-Wrestling (mua lại từ Yuke's)